# Cabralstraat 1
Het complex Cabralstraat 1/Marco Polostraat 191 is een gebouw in Amsterdam-West. Het gebouw heet ook wel De Wissel.
Het betreft hier een gebouw dat neergezet is als dubbele gewone lagere school voor de kinderen van de Marco Polobuurt dan wel Mercatorbuurt, die hier in de jaren twintig werd gebouwd. Men verwachtte veel kinderen, want in de buurt is ook gelegen een complex van vier scholen aan de Jan Maijenstraat 11-17. Dat gebouw is in de breedte langs de straat gebouwd. Het complex aan de Marco Polostraat/Cabralstraat ligt geheel ingesloten. Het lijkt te zijn gebouwd in de Cabralstraat naar de Marco Polostraat in plaats van aan die straten. Opvallend aan het gebouw zijn de zelfs binnen de bouwstijl van de Amsterdamse School zeer grote oppervlakten baksteen, het gebouw heeft dan ook niet echt het uiterlijk van een school. Er is zodanig veel baksteen te zien, dat het Algemeen Handelsblad van 19 maart 1926 zich afvroeg of men de ramen vergeten was en het vergeleek met de Chinese Muur. Andere opvallende uiterlijkheden zijn de twee torens, die gezichtsbepalend zijn in de omgeving, en golvingen in de gevels. De architect is onbekend, de wijk werd door dertien architecten ontworpen zonder de specifieke naam per gebouw vast te leggen. 
In tegenstelling tot andere scholen in de buurt stootte de gemeente dit pand al vrij snel weer af. In 1937 werd het verkocht aan het Rooms-Katholieke kerkbestuur van Sint-Augustinus; het werd in 1939 verbouwd onder leiding van Karel Petrus Tholens, werd opnieuw een lagere jongensschool (St. Tarcisiusschool), en een ULO en voortgezet speciaal onderwijs (De Wissel) (Cabralstraat) en de Sint Jozefschool, Prof. Casimirschool (Marco Polostraat).
Aan het eind van de 20e eeuw kwam het gebouw leeg te staan en het werd ondanks het feit dat het in bewoond gebied ligt getroffen door vandalisme en krakers. Vanaf 2013 kwam de buurt in actie om een nieuwe bestemming aan het gebouw te kunnen geven, hetgeen na een verbouwing lukte. Het werd een bedrijfsverzamelgebouw onder de naam MidWest. De omliggende woningen in de Cabralstraat op twee hoeken met de Vespuccistraat waren al eerder vervangen door nieuwbouw.

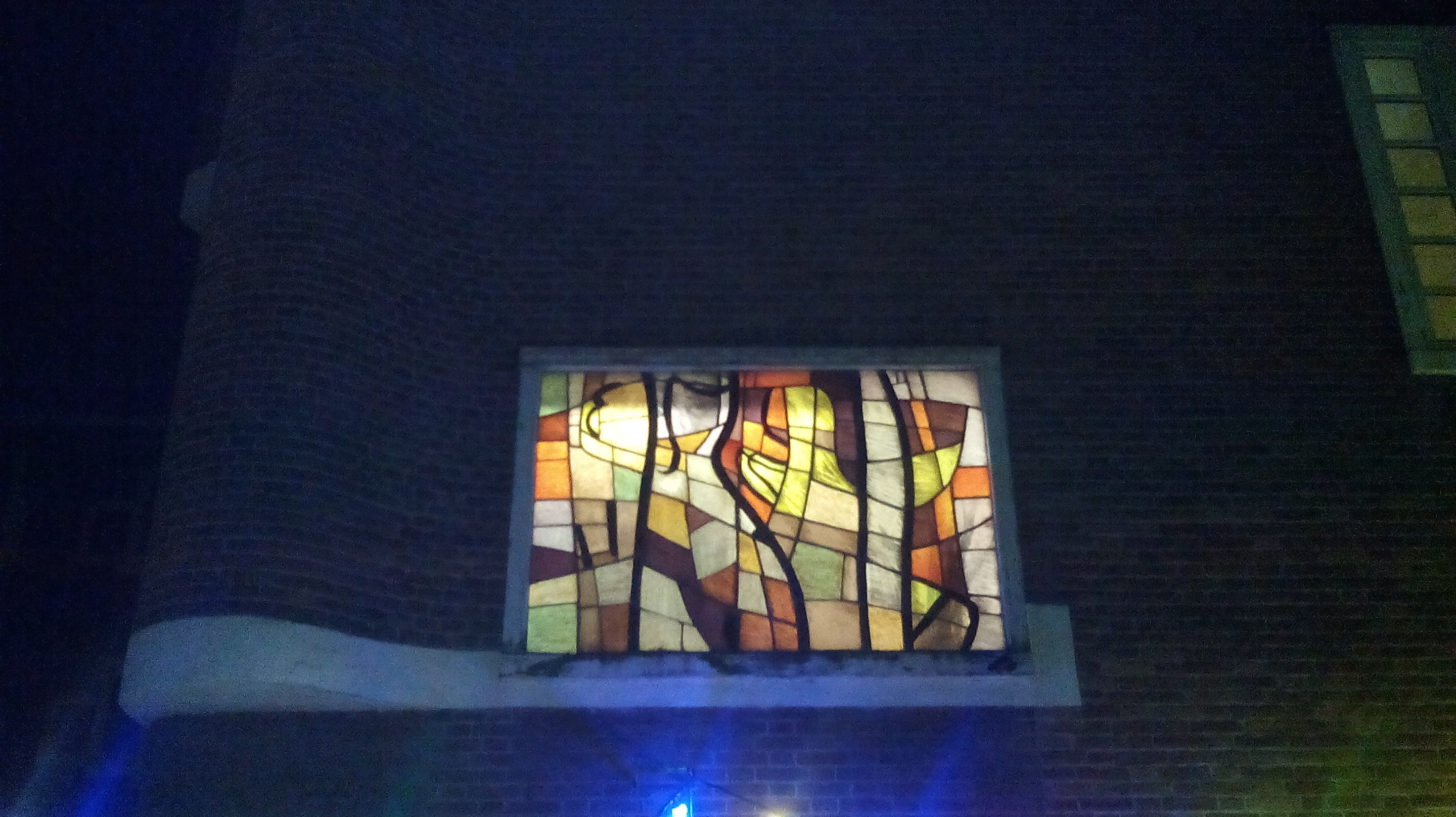
Een glas-in-loodraam in de westelijke zijmuur